# Ove Juul (diplomat)
Ove Juul, född den 23 oktober 1615, död den 29 maj 1686, var en dansk ämbetsman och diplomat.
Juul sändes upprepade gånger, särskilt i samband med förhandlingarna om Roskildefreden i olika uppdrag till Karl X Gustav ohch utförde dem synnerligen väl. På riksdagen 1660 motsatte sig Juul enväldet men försonade sig snart därmed och blev 1669 vice ståthållare i Norge. Åren 1676-79 var han vice kansler i danska kansliet, och blev 1681 stiftsamtman i Aarhus stift. Han blev riddare av Dannebrogsorden 1671.